# Memoria delle mie puttane tristi
Memoria delle mie puttane tristi (titolo originale spagnolo: Memoria de mis putas tristes) è l'ultimo romanzo di Gabriel García Márquez pubblicato quando l'autore era ancora in vita.
La trama dell'opera fu ispirata all'autore dal romanzo giapponese La casa delle belle addormentate, del quale viene citato l'incipit in epigrafe del romanzo:
(Kawabata Yasunari, La casa delle belle addormentate)

## Trama
Poco prima di compiere novant'anni, un anziano giornalista e critico musicale di Barranquilla in Colombia decide di regalarsi per il proprio compleanno “una notte d'amore folle con un'adolescente vergine”. Nella sua vita l'uomo non ha mai conosciuto l'amore:
Prende contatto con Rosa Cabarcas, anziana tenutaria di una casa d'appuntamenti, che riesce a trovargli una ragazzina di 14 anni, così preoccupata del momento di perdere la verginità che deve sedarla; la vigilia del compleanno l'uomo si introduce nella camera ma non riesce a svegliare la ragazzina, e si accontenta di guardare la sua bellezza nuda sul letto. Il giorno successivo si reca alla sede del giornale per consegnare il suo ultimo pezzo di critica musicale, che chiude una rubrica durata decenni, perché rassegna contemporaneamente le dimissioni. Il direttore però le respinge.
Rosa Cabarcas lo contatta, gli offre una seconda notte con la fanciulla, che lui soprannomina “Delgadina” (“magrolina”). Il protagonista accetta, ma di nuovo si limita a ammirarla. Assieme a questa ragazza ancora immatura, troverà ciò che non è mai stato in grado di cogliere nel letto di tante altre donne: l'amore. Difatti ogni notte, giacendo immobile accanto a lei, intraprenderà un viaggio interiore alla scoperta di ciò che è stato, e che da un momento all'altro potrebbe finire per sempre.
Un giorno un uomo viene assassinato in un'altra stanza dell'albergo d'appuntamenti, la proprietaria si dilegua per qualche settimana e lui perde i contatti con Delgadina. Non sa né come si chiama né come rintracciarla. Si consuma di struggimento scrivendo per il giornale poesie d'amore che hanno molto seguito nei lettori.
Quando finalmente Rosa Cabarcas riprende contatto con lui, l'uomo riesce a organizzare a partire dal novantunesimo compleanno il tramonto della propria vita in serenità.

## Traduzioni
- in italiano

Il libro, pubblicato in Spagna nel 2004, è stato tradotto in italiano da Angelo Morino nel 2005 e pubblicato da Mondadori.
- in inglese

Il libro è stato anche tradotto in inglese da Edith Grossman e pubblicato da Alfred A. Knopf Publisher - New York nel 2005.

## Edizioni
- Gabriel García Márquez, Memoria delle mie puttane tristi, traduzione di Angelo Morino, Oscar Mondadori, Mondadori, 2014,  p. 140, ISBN 978-88-04-60492-1.